# Arroyo (Puerto Rico)
Arroyo es un municipio perteneciente al Estado Libre Asociado de Puerto Rico que limita al norte con el municipio de Patillas, al sur con el mar Caribe, al oeste con Guayama y al este con Patillas. Arroyo está repartida en 5 barrios y Arroyo Pueblo, el centro urbano y administrativo del Municipio de Arroyo.

## Historia
Según documentos del Departamento de Obras Públicas de Puerto Rico fue en 1855 que se estableció el límite jurisdiccional entre Guayama y Arroyo. Esto a pesar de que la Gaceta de Puerto Rico del año 1868 publicó que Arroyo fue fundado en 1852. En 1859 el Ayuntamiento adoptaba un acuerdo para abrir calles; y un año más tarde la construcción de una plaza de recreo, y una alcantarilla en la calle Marina del pueblo. Luego de dos décadas después de haberse fundado el pueblo, ya Arroyo contaba con 5,575 habitantes. En ese entonces el municipio apareció constituido por los barrios Pueblo (Este y Oeste), Pitahaya, Yaurel, Ancones, Cuatro Calles, Palmas y Guásimas. El barrio rural Cuatro Calles, en 1898, apareció como parte de la zona urbana. La zona rural constaba de los barrios Ancones, Palmas, Guásimas, Yaurel y Pitahaya.
En marzo de 1902 la Asamblea Legislativa de Puerto Rico aprobó una «Ley para Consolidación de Ciertos Términos Municipales de Puerto Rico». La Ley estipulaba «que en el primer día de julio de 1902 el municipio de Arroyo (entre otros) sería suprimido como municipio y su ayuntamiento, junto con el Alcalde y los empleados municipales y todo el territorio del municipio sería anexado al Municipio de Guayama». No fue hasta marzo de 1905 que la Legislatura de Puerto Rico aprobó una ley mediante la cual se revocaba la ley aprobada en julio de 1902 y el Municipio de Arroyo fue reorganizado y se constituyó de nuevo en municipio independiente con los mismos límites que tenía antes de ser anexado a Guayama y con la misma organización territorial.
En 1910 la zona urbana de Arroyo, hasta ese momento constituida por el barrio Cuatro Calles, se subdividió en los barrios urbanos Pueblo Este, Pueblo Oeste y Cuatro Calles. Éste fue el último cambio que sufrió la organización territorial del Municipio de Arroyo que actualmente está constituido por la zona urbana, subdividida en Cuatro Calles, Pueblo Este y Pueblo Oeste y los barrios rurales Ancones, Palmas, Guásimas, Yaurel y Pitahaya.

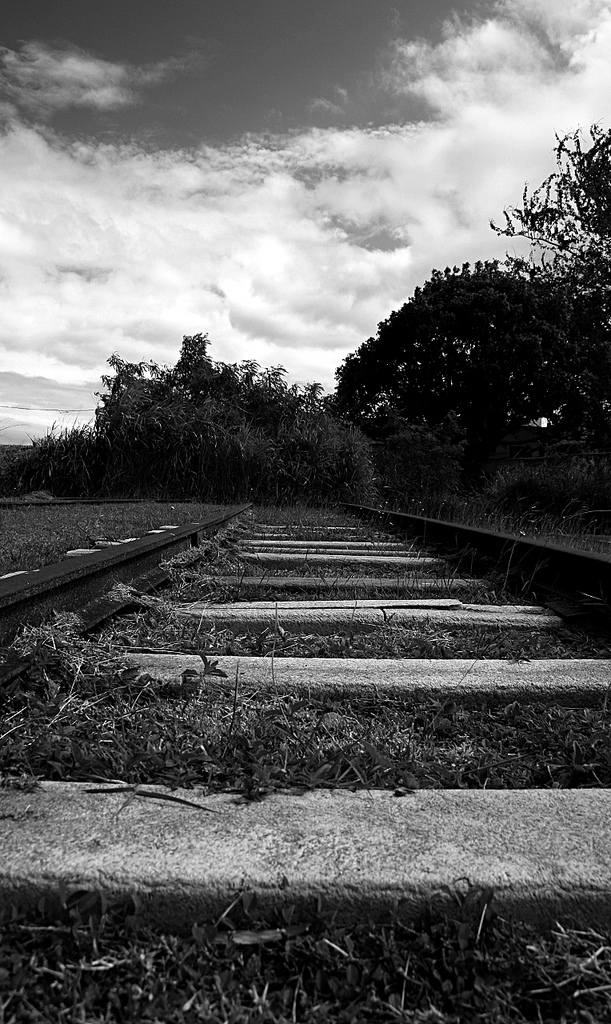
Rieles abandonados del trazado del Ponce & Guayama Railroad

En 1910 también llega el trazado de la línea férrea desde la terminal de Ponce del ferrocarril de carga y pasageros, parte del ferrocarril de Circunvalación de Puerto Rico, hasta el pueblo de Arroyo operada por el Ponce & Guayama Railroad, empresa afiliada a la Central Aguirre.

## Barrios
- Arroyo Pueblo
- Ancones
- Guásimas
- Palmas
- Pitahaya
- Yaurel

## Economía
El cultivo de la caña de azúcar fue la principal actividad económica en Arroyo hasta el 1971 cuando cerró la última central azucarera. También hubo un mercado de ron a principios del siglo XX.